# Йоган Нестрой
Йоганн Нестрой (нім. Johann Nepomuk Eduard Ambrosius Nestroy; 7 грудня 1801, Відень — 25 травня 1862, Грац) — австрійський драматург-комедіограф, комедійний актор, оперний співак.

## Біографія
Йоганн Непомук Нестрой народився у Відні. Його батько був придворним адвокатом. Йоганн відвідував шотландську гімназію, вивчав філософію і юриспруденцію, проте вже в цей час грав в аматорських театрах. У 1822 році став оперним співаком Віденського придворного театру, в 1823 році він перейшов до Амстердамського німецького театру. Пізніше був актором у Брно, Граці, Братиславі та Львові. Поступово він перейшов від оперної до театральної сцени. Пізніше пробував себе як драматург.
1831 року імпресаріо Карл Карл запропонував йому роботу в театрі над річкою Відень. Дуже швидко він підкорив серця віденців і став улюбленим народним актором. Найбільшого успіху він досяг з такими комедіями, як «Талісман», «Кавалер троянд», «В бельетажі та на першому поверсі». У 1823 Нестрой невдало одружився з розрахунку. Він все життя любив іншу жінку, співачку Мері Вайлер, яка подарувала йому двох дітей, і на яку він пізніше склав заповіт. З 1854 по 1860 Нестрой керував театром імені Карла в Леопольдштадті. Останні роки життя він провів у Граці і в Ішлі. Остання роль Нестроя — роль бурлаки в п'єсі «Злий дух Лумпацівагабундус».

## П'єси
- Friedrich der Prinz von Korsika (між 1822 та 1827)
- Der Zettelträger Papp (1827)
- Sieben/ Zwölf Mädchen in Uniform (1827)
- Die Verbannung aus dem Zauberreiche oder Dreißig Jahre aus dem Leben eines Lumpen (1828)
- Dreißig Jahre aus dem Leben eines Lumpen (1829)
- Der Einsilbige oder Ein dummer Diener seines Herrn (1829)
- Der Tod am Hochzeitstage oder Mann, Frau, Kind (1829)
- Der unzusammenhängende Zusammenhang (1830)
- Magische Eilwagenreise durch die Komödienwelt (1830)
- Zwei Schüsseln voll Faschingskrapfen (1831)
- Der gefühlvolle Kerkermeister oder Adelheid die verfolgte Wittib (1832)
- Nagerl und Handschuh oder Die Schicksale der Familie Maxenpfutsch (1832)
- Humoristische Eilwagenreise durch die Theaterwelt (1832)
- Zampa der Tagdieb oder die Braut von Gips (1832)
- Der konfuse Zauberer oder Treue und Flatterhaftigkeit (1832)
- Die Zauberreise in die Ritterzeit oder Die Übermütigen (1832)
- Genius, Schuster und Marqueur oder Die Pyramiden der Verzauberung (1832)
- Der Zauberer Februar oder Die Überraschungen (1833)
- Der Feenball oder Tischler, Schneider und Schlosser
- Der böse Geist Lumpazivagabundus oder Das liederliche Kleeblatt (1833)
- Robert der Teuxel (1833)
- Der Tritschtratsch (1833)
- Der Zauberer Sulphurelectrimagnetikophosphoratus und die Fee (1834)
- Müller, Kohlenbrenner und Sesseltrager oder Die Träume von Schale und Kern (1834)
- Das Verlobungsfest im Feenreiche oder Die Gleichheit der Jahre (1834)
- Die Gleichheit der Jahre (1834)
- Die Fahrt mit dem Dampfwagen (1834)
- Die Familien Zwirn, Knieriem und Leim oder Der Welt-Untergangs-Tag (1834)
- Weder Lorbeerbaum noch Bettelstab (1835)
- Eulenspiegel oder Schabernack über Schabernack (1835)
- Zu ebener Erde und erster Stock oder Die Launen des Glückes (1835)
- Der Treulose oder Saat und Ernte (1836)
- Die beiden Nachtwandler oder Das Notwendige und das Überflüssige (1836)
- Der Affe und der Bräutigam (1836)
- Eine Wohnung ist zu vermieten in der Stadt, Eine Wohnung ist zu verlassen in der Vorstadt, Eine Wohnung mit Garten ist zu haben in Hietzing (1837)
- Moppels Abenteuer im Viertel unter Wiener Wald, in Neu-Seeland und Marokko (1837)
- Das Haus der Temperamente (1837)
- Glück, Mißbrauch und Rückkehr oder Das Geheimnis des grauen Hauses (1838)
- Der Kobold oder Staberl im Feendienst (1838)
- Gegen Torheit gibt es kein Mittel (1838)
- Die verhängnisvolle Faschingsnacht (1839)
- Der Färber und sein Zwillingsbruder (1840)
- Der Erbschleicher (1840)
- Die zusammengestoppelte Komödie (1840)
- Der Talisman (1840)
- Das Mädl aus der Vorstadt oder Ehrlich währt am längsten (1841)
- Einen Jux will er sich machen (1842, пізніше багаторазово перероблювалася, включаючи п'єси Т.Вайлдера, переробку Т.Стоппарда «У метушні», 1981, и прославлений мюзікл Дж. Хермана Гелло, Доллі!, 1964, фільм 1969)
- Die Ereignisse im Gasthofe (1842)
- Die Papiere des Teufels oder Der Zufall (1842)
- Liebesgeschichten und Heiratssachen (1843)
- Das Quodlibet verschiedener Jahrhunderte (1843)
- Nur Ruhe! (1843)
- Eisenbahnheiraten oder Wien, Neustadt, Brünn (1844)
- Hinüber Herüber (1844)
- Der Zerrissene (1844)
- Die beiden Herren Söhne (1845)
- Das Gewürzkrämerkleeblatt oder Die unschuldigen Schuldigen (1845)
- Unverhofft (1845)
- Der Unbedeutende (1846)
- Zwei ewige Juden und Keiner (1846)
- Der Schützling (1847)
- Die schlimmen Buben in der Schule (1847)
- Martha oder Die Mischmonder Markt-Mägde-Mietung (1848)
- Die Anverwandten (1848)
- Freiheit in Krähwinkel (1848)
- Lady und Schneider (1849)
- Judith und Holofernes (1849)
- Der alte Mann mit der jungen Frau (1849)
- Höllenangst (1849)
- Sie sollen ihn nicht haben oder Der holländische Bauer (1850)
- Der holländische Bauer (1850)
- Karikaturen-Charivari mit Heiratszweck (1850)
- Alles will den Propheten sehen (1850)
- Verwickelte Geschichte (1850)
- Mein Freund (1851)
- Der gemütliche Teufel oder Die Geschichte vom Bauer und der Bäuerin (1851)
- Kampl
- Heimliches Geld, heimliche Liebe (1853)
- Theaterg'schichten durch Liebe, Intrige, Geld und Dummheit (1854)
- Nur keck! (1856)
- Umsonst (1857)
- Tannhäuser (1857)
- Ein gebildeter Hausknecht
- Zeitvertreib (1858)
- Lohengrin (1859)
- Frühere Verhältnisse (1862)
- Häuptling Abendwind oder Das greuliche Festmahl (1862)

## Значення й визнання
Нестрой — один з творців австрійського національного театру, його вплив відчутний на австрійській сцені аж до нинішнього часу. Премія його імені (вручається з 2000 року в кількох номінаціях) — найбільш відома з театральних нагород в Австрії (див.:http://www.nestroypreis.at/ [Архівовано 3 березня 2022 у Wayback Machine.]). Драми Нестроя йшли в дореволюційній Росії. П'єса «Кавалер троянд» на основі його драми «Einen Jux will er sich machen» в московському драматичному театрі на Малій Бронній (2006, постановка Роману Самгіна) стала помітним явищем в житті столичного театру останніх років.
Іменем Нестроя названі станція метро та площа у Відні. Зображений на австрійській поштовій марці 1962 року та пам'ятній монеті номіналом 20 австрійських шилінгів 2001 року випуску.